# 碧口镇
碧口镇，是中华人民共和国甘肃省陇南市文县下辖的一个乡镇级行政单位。

## 行政区划
碧口镇下辖以下地区：
上街社区、下街社区、新村社区、白果村、碧峰村、响浪村、何家湾村、石土地村、井地村、曲水村、李子坝村、豆家坝村、磨河坝村、水蒿坪村和马家山茶场村。